# یالچینو (باشقیرستان)
یالچینو (انگلیسی: Yalchino, Irtyubyaksky Selsoviet, Kugarchinsky District, Republic of Bashkortostan) یک شهرک در شهرستان کوگارچینسکی جمهوری باشقیرستان در کشور روسیه است.